# Абхазский религиозный синкретизм
Абха́зский религиозный синкрети́зм — синкретный комплекс религиозных представлений абхазского народа, состоящий из гармоничного слияния традиционной (автохтонной) религии, православного христианства, ислама суннитского толка и в меньшей степени других религий и культов.
Абхазский синкретизм является культурным феноменом в общем контексте исторического развития Абхазии, соединив в себе вероучительные и культовые традиции разнородных религий. Феномен религиозной культуры абхазов обусловлен устойчивыми этническими традициями социологической толерантности в процессе распространения в Восточном Причерноморье различных религий. Большинство исследований религиозных представлений абхазов основаны на данных письменных источников, а также подтверждаются этнографическими и археологическими исследованиями. Археологические изучения культовых мест в Абхазии показывают, что они представляют собой единые комплексы синкретной структуры духовного пространства, сложившегося на протяжении тысячелетий. В непосредственной близости друг от друга располагаются мегалитические комплексы, традиционные святилища и руины христианских храмов. Подобные расположения сакральных мест не являются исключительностью в культуре других народов: культовые сооружения новых религий традиционно возводились вблизи прежних. Абхазская уникальность заключается в одновременности их расположения, взаимосвязанности и живом функционировании культовых комплексов. В истории республики отсутствуют упоминания о каких-либо религиозных войнах. И христианство, и мусульманство в Абхазии уживаются рядом без внутренних трений, не вытесняя при этом характерные черты древнейших языческих верований и культов.
Мирное сосуществование традиционной религии, православия и ислама объясняется прежде всего тем, что христианское духовенство и служители ислама фактически отказались от борьбы против религии, которая по всем церковным канонам должна считаться языческой. Сознавая невозможность вытеснить из жизни абхазов традиционную религию, церковные иерархи довольствовались формальным признанием абхазами христианства и ислама в качестве собственной религии.
Кроме православного христианства и ислама, в Абхазии мирно сосуществовали с традиционной верой и другие иноземные религии: в VI веке была община иранского огнепоклонства; в XI—XIV веках появились приверженцы иудаизма; с XI века усилилось влияние Грузинской церкви и Армянской григорианской церкви; в XIV веке в Себастополисе существовала католическая епископская кафедра, функционировало католическое кладбище.

## Исследования религиозных представлений
Если послушать отчёты духовенства, описания разных бытописателей, то абхазы не то христиане, не то мусульмане, не то язычники, а в общем, все они находили у абхазов полный индифферизм к религии. Каждый сознательный абхаз может утверждать, что у его народа действительно создался полный индифферентизм, равнодушие к тем учениям и обрядам, к которым их призывали „православные“ священники и „правоверные“ муллы. Но абхазы не язычники, они исповедуют правильную веру, вовсе не чуждую ни истинному учению Христа, ни нравственной стороне учения Магомета, ни учению Будды и других великих основателей религии.
Описание сакральных особенностей и обрядов абхазского народа представлены в письменных сообщениях учёных путешественников времён ещё античной эпохи и средневековья. Большинство исследований религиозных представлений носили субъективный и поверхностный характер. Такая же тенденция сохранялась и в трудах путешественников XIX века. Самыми значительными стали работы этнографа археолога Ф. Дюбуа де Монпере, который зафиксировал большое количество ценных этнографических сведений, сделал описание ряда раннехристианских храмов. Труды по изучению автохтонной абхазской религии и традиционного пантеона, написанные со знанием этнографических подробностей и общего культурно-исторического контекста, представлены учёным этнографом абхазцем С. Т. Званбой, который в частности писал: «… весьма немногая часть народонаселения Абхазии считается христианами и очень ограниченное число жителей её признают себя магометанами; остальные же все язычники». Подробные сведения о нравах, быте и религии абхазов XIX века содержатся в описаниях офицеров русской армии И. Ф. Бларамберга, Ф. Ф. Торнау, выдающегося лингвиста и этнолога, генерала П. К. Услара. Интересные сведения о религии и верованиях абхазов оставил А. Н. Введенский.
Последняя четверть XIX века отмечена археологическими исследованиями раннехристианских памятников Абхазии. Большой вклад в исследование темы внесли: русский историк византийского и древнерусского искусства Н. П. Кондаков, историк и археолог П. С. Уварова, представитель церковно-исторической науки архимандрит Леонид (Кавелин). Труды этих учёных свободны от предубеждений, основаны на достоверных археологических фактах. В XX веке в трудах молодой абхазской интеллигенции Д. И. Гулиа, Н. С. Джанашиа приводятся системные научные описания дохристианских верований и культовых сооружений абхазов. Археолог А. С. Башкиров провёл подробные и тщательные исследования античных и средневековых памятников в Сухуме, на Анакопийской горе и Пицундском мысу. Весомый вклад в изучение проблематики истории и религии абхазов внесли работы С. М. Ашхацава, К. В. Кудрявцева, академика Н. Я. Марра. С середины XX века появляется ряд серьёзных этнографических исследований по религии и культуре абхазов — труды З. В. Анчабадзе, Ц. Н. Бжания, Г. Ф. Чурсина и И. А. Аджинджала, в которых даны подробные сведения о древнейших верованиях и культах, богах традиционного пантеона. Раскопки Ю. Н. Воронова в Цебельдинской долине дали убедительные данные о времени обращения апсилов в христианство. Важным этапом в исследовании раннехристианских памятников стали раскопки Л. Г. Хрушковой, которая впервые привлекла внимание к перспективности применения археологических методов при изучении памятников истории и архитектуры. Среди исследователей изучения многовековой истории абхазского православия выделяются труды кандидата богословия иеромонаха Дорофея (Дбара) о распространении и истории христианства в Абхазии. А среди работ, посвящённых традиционной религии абхазов, наиболее значительными стали труды востоковеда религиоведа этнолога А. Б. Крылова.
Иеромонах Дорофей (Дбар) и А. Б. Крылов отрицают синкретный характер абхазских религиозных представлений. Они отмечают лишь отдельные, по их мнению, черты взаимовлияний различных религий. Дорофей (Дбар) является приверженцем теории «изначальности» абхазского православия и считает традиционную религию лишь её искажённой формой, которая возникла в период временного упадка христианства. Почвой для подобных суждений послужил, видимо, упадок христианства в Абхазии в XVII веке, в результате чего произошла метаморфоза христианства в языческую религию абхазов. То есть, словами Дбара: «… современное язычество абхазов есть искажённое христианство». Но это утверждение противоречит общей логике исторического процесса развития религиозных воззрений абхазов, подтвержденной данными археологических исследований и письменных источников. Выражаясь словами И. Бларамберга: «… население Абхазии, оставив христианство, не получило ясного представления об исламе; таким образом, бо́льшая часть жителей Абхазии стала идолопоклонниками, вернувшись к старым языческим религиозным воззрениям». А. Б. Крылов отдаёт безусловный приоритет традиционной религии и рассматривает её в современной Республике Абхазии «как основу абхазской национальной сущности, православие символизирует дружбу с русским народом и подчёркивает пророссийскую внешнеполитическую ориентацию и независимость от Грузинской церкви и Грузии, а ислам призван продемонстрировать неразрывную связь абхазов с абхазо-адыгской диаспорой в мусульманских странах».

## Истоки религиозного синкретизма
Процесс формирования абхазского религиозного синкретизма начался в дохристианскую эпоху. Первые проявления традиционных религиозных представлений предков абхазов были зафиксированы археологами в эпохе верхнего палеолита. Они отличались многообразием культов и верований. Сооружения и материалы, присутствующие в культовых комплексах, свидетельствуют об их одновременном бытовании и переплетении обрядовой стороны, что позволяет проследить начальные этапы формирования религиозного синкретизма. К началу новой эры развитые социально-экономических контакты с античным миром, создание крупных объединений древнеабхазских племён, существование культа бога Анцва, религиозная толерантность подготовили сознание народа к восприятию новой религии —— христианства. Оказав заметное влияние на культуру и существовавшие религиозные представления абхазов, новая вера заняла в них второе место после традиционной религии. В IV веке христианство в Абхазии было принято в качестве официальной религии, что содействовало процессу консолидации близкородственных племён абхазо-адыгской группы и объединению их в крупные этнополитические образования. При правлении царя (архонта) Леона I начался процесс освобождения страны от власти Византии, который завершился образованием средневекового Абхазского царства — ведущего христианского государства Восточного Причерноморья. Процесс распространения и утверждения раннего христианства в Абхазии носил мирный, гармоничный характер. Это отразилось в особенностях строительства культовых сооружений. Процесс проникновения в регион другой мировой религии — ислама был связан с экспансионистской политикой Турции (конец XV — начало XIX веков). Возможно именно этим объясняется значительно меньшее, чем христианское, влияние ислама на абхазскую культуру.
Открытый и толерантный характер абхазских традиционных верований обеспечил включение в религиозную культуру народа наиболее соответствующих её духу культовых и обрядовых норм, привнесённых двумя мировыми религиями. Слияние этих трёх основных компонентов и сформировало оригинальный облик абхазского религиозного синкретизма.
Вхождение Абхазии в состав Российской империи в 1810 году оказало заметное влияние на религиозную ситуацию в крае. Русские солдаты, католики — ссыльные поляки-инсургенты, протестанты — немецкие и эстонские колонисты, ссыльные старообрядцы, молокане, пятидесятники, армяне-григориане, бежавшие от турецкого геноцида, мегрельские переселенцы — все эти представители различных конфессий и ветвей христианства, проживая вместе с абхазами, вступали с ними в соседские и родственные отношения. Ассимилируясь, они перенимали ряд абхазских обычаев и в свою очередь делились с ними собственным духовным наследием, что продолжило процесс формирования абхазского религиозного синкретизма.

## Синкретный характер традиционной религии (культ предков)
Особенностью абхазской автохтонной религии является устойчивое представление о силе и особенностях жизни духа. Согласно верованиям абхазов все живое является носителем души. То есть жизнь есть то, что «содержит душу». Перед смертью душа «собирается» со всего тела, затем покидает его и наступает смерть. Душа нужна телу везде и всегда. Она не должна блуждать где-нибудь вдали от него и не может надолго разлучаться с ним. Для воссоединения души, покинувшей тело, абхазы совершают уникальные по своей архаичности обряды магического «собирания души» в бурдюк на месте смерти человека и торжественное перенесение в могилу, где покоится прах её носителя. Так душа соединяется с телом и переселяется в загробный мир. С наличием таких анимистических представлений у абхазов развит культ предков и обычай кормления покойников — накрывание на стол жертвенной пищи для недавно умершего: ежедневно до сорокового дня, затем каждый четверг до годовщины смерти. Во время исполнения обряда, который происходит внутри дома, открывается дверь, чтобы душа умершего могла пройти к столу. Жертвенные дары для умерших — пища и напитки, называемые «долей души», доставляются также и на места погребения. Считалось, что всё это следует делать, так как душа — двойник человека и её потребности, привычки и условия существования такие же, как у живых людей. В этом дохристианском ритуале со временем появились следы влияния христианской обрядности: в обиходе обряд называют ещё «становлением свечки». Центральное место на поминальных столах занимает крупная свеча, которую зажигают в самом начале трапезы в честь усопшего, давая ей догореть. Характерный для эпохи неолита культ душ умерших предков подтверждается наличием на территории Абхазии большого количества мегалитических культовых сооружений: дольменов, кромлехов и менгиров, каменных ящиков-саркофагов, гротов, оссуариев, объединённых в одну дольменную культуру, которая представлена в Абхазии в богатом разнообразии.

## Традиционно-христианский синкретизм
Центром распространения христианства в Абхазии в ранневизантийскую и раннесредневековую эпоху являлся Питиунт. На территории Питиунтского городища обнаружены самые древние на Кавказе христианские культовые сооружения, относящиеся к периоду раннего христианства — IV—V векам, одно из которых, возможно, служило резиденцией епископа Стратофила Питиунтского — участника Первого Вселенского Собора, созванного в 325 году в Никее. С IV века принято отсчитывать официальную историю Абхазии как христианской страны. Археологические раскопки показывают, что христианские храмы расположены на месте древних святилищ или вблизи от них. В середине VIII века Абхазская Церковь получила самостоятельный статус — автокефалию. Вместе с тем, местные племена, приняв новую религию, не отказались от своих прежних верований. Именно поэтому в декоративных деталях раннехристианских памятников Абхазии широко присутствуют мотивы, олицетворяющие дохристианские божества, изображения священных для абхазов растений, животных и птиц. Примером такого взаимопроникновения является культовый комплекс на горе Лашкендар, включающий в себя традиционное святилище (аныху) Лашкендар, которое связано с культом божества Алышкинтр — покровителя собак и домашнего хозяйства и христианскую базилику IV—VI веков. Над южным входом храма уложен большой архитравный камень с высеченным изображением заключённого в круг равностороннего креста, концы которого расширяются кнаружи в виде ласточкина хвоста. Примечательной особенностью храма является плита из мраморного известняка, помещённая над входом в притворе, на которой вырезаны рельефные изображения двух мифических собак, безусловно, дохристианского характера. С появлением христианства на месте традиционного святилища возвели храм, украсив его мотивами существующего культа. В процессе формирования синкретных религиозных представлений произошло отождествление обоих сакральных мест, что выразилось и в смешанной обрядности. На гору Лашкендар поднимаются, чтобы принести жертву и моление при болезни, при принятии присяги и при проклятии врага. Входя в храм, абхазы по христианскому обычаю снимают головной убор, а затем в соответствии с традиционными верованиями оружие вместе с шапкой оставляют у входа. Культ Алышкинтр имеется только у абхазов и другим соседским народам неизвестен. Из этого следует, что христианский храм на горе Лашкендар был построен абхазами среди абхазских предгорных сёл, а не в прибрежной полосе. Таким образом на рубеже V—VI веков христианство в Абхазии уже не рассматривалось как привезённая чужеземная религия, а имела глубокие местные корни. Путешественник Райнеггс (XVIII в.) так описывал один из обрядов абхазов: «В первых числах мая абхазы собирались в густом и мрачном священном лесу, деревья которого никто не имел права рубить. При совершении молитвы собирались возле большого дерева — дуба, граба или липы. В дерево вбивался большой железный крест (аджар). Кроме того каждый приходил со своим деревянным крестом, который имел вид рогулины. Последние ставились на лужайках или же ими обменивались с знакомыми в знак уважения и дружбы». Здесь проявляется синкретное смешение религиозных обрядов и отождествление в народном сознании христианского святого Георгия и божества традиционного пантеона абхазского дохристианского Айерга — покровителя мужества и храбрости, скотоводства и всех сил природы. Примером влияния традиционных культовых церемоний и национальной морали на христианские обряды длительное время существовал обычай. согласно которому, во внутренние почётные помещения храма могли входить только зрелые и пожилые мужчины, а женщины и молодёжь оставалась у входа.
Некоторые христианские праздники совмещаются и отождествляются с традиционными. Отмечаемый абхазами с древнейших времён в августе день поминовения предков хронологически совпадает с православным праздником Успения Пресвятой Богородицы. Возможно о совмещении обоих праздников в сознании народа изначально позаботились христианские священники. В дальнейшем название поминального дня было утрачено и ныне он называется «днём святой Матери», при этом сохраняя свой первоначальный смысл. Моление в этот день связано также с культом рощ и деревьев. Этот праздник отмечается во многих абхазских сёлах, как христианами, так и мусульманами.
Пасха совместилась с весенним дохристианским праздником обновления природы. Нанизав на прутик священного дерева кусочки сердца и печени жертвенного животного, абхазы совершают моление и пьют лучшее вино, припасённое для этого дня. При этом они, в зависимости от семейных традиций и религиозных убеждений, обращаются к Богу: кто к Анцве, кто к Христу, кто к Аллаху. Но все без различия вероисповедания красят куриные яйца, пренебрегая при этом другими блюдами пасхальной трапезы.
Взаимное влияние традиционных и христианских обычаев проявляется в праздности определённого дня недели. В каждом абхазском роду имеется «запретный день», в который нельзя было начинать новое дело, разводить огонь (угли сберегали с вечера), шить, вязать, женщинам мыть голову, выносить что-либо из дома, давать в долг. Предпочтительнее считалось вообще ничего не делать. После распространения христианства этот запретный день стал отождествляться с воскресеньем.
Прочно укоренился в обрядности традиционной религии обязательный ритуал — после окончания молитвы участники моления хором заканчивают «амин», а некоторые молельщики, причисляющие себя к мусульманам — «амин Аллах».
Процесс ослабления христианства в Абхазии начался после провозглашения объединённого Абхазо-Грузинского царства. Абхазия превращалась в грузинскую провинцию, из Церкви вытеснялся абхазский и греческий язык — язык проповеди и молитвы, на места абхазских священнослужителей назначались выходцы из Грузии. Следствием чего явилось охлаждение абхазов к христианской вере.

## Исламский компонент в религиозной традиции
Резкий упадок христианской культуры произошёл после расширения Османской империи и установления её владычества на абхазском побережье Кавказа. Среди абхазов с конца XV — начала XVI веков стал распространяться ислам суннитского толка. Тем не менее ислам оказался не в состоянии вытеснить христианские обряды и предания, точно так же и христианские не смогли вполне заменить для абхазов их языческие верования. Следы христианства у абхазов обнаруживаются в соблюдении постов и почитании развалин церквей. Часто в одной семье уживаются и христиане, и мусульмане. Турки не смогли уничтожить у абхазов воспоминания о христианской старине. Абхазские магометане употребляют вино, многие едят свинину, вместе с христианами празднуют Рождество, Пасху, Успение Богородицы как и Новруз, Рамазан, Байрам и продолжают отправлять обряды традиционной веры. Симон Басария писал о равнодушии абхазов к исламу, установление которого поверхностно усвоены частью населения. В дни Курбан-байрама «мусульмане и мусульманки собираются на большой поляне, к ним присоединяются христиане-абхазы, вместе веселятся, принимают участие в скачках, джигитовке, режут баранов и быков, заливают пиршество этого дня вином».
В истории не сохранилось известий о фактах разрушения и осквернения святилищ традиционной веры последователями Христа. В то же время турецкие военные гарнизоны, открыто применяя силу, подавляли христианство, уничтожали памятники, сжигали церковные библиотеки; почти все храмы были разграблены, службы прекращены. Подобные действия, противоречащие национальным традициям толерантности, не могли вызвать симпатий к новой вере. Вероятно именно насильственный характер распространения ислама оказал гораздо меньшее влияние на духовную культуру абхазов, чем христианство. После установления власти Российской империи бо́льшая часть абхазов-мусульман эмигрировала в Турцию, что резко уменьшило влияние ислама среди оставшегося населения и способствовало утрате традиций синкретизма в зарубежной диаспоре. Сегодня, по единодушному мнению исследователей, абхазы, проживающие в мусульманских странах, полностью восприняли учение Магомета. На территории Абхазии не сохранилось ни одного древнего исламского культового памятника. Вероятно это были деревянные сооружения, не отличающиеся основательностью постройки, что может свидетельствовать о менее значимом, чем христианство, влиянии ислама на абхазскую культуру.

## Религиозная ситуация и синкретизм в современной Абхазии
На рубеже 1980—1990-х годов Грузинская церковь активно выступала за отделение Грузии от СССР. После распада Советского Союза церковь поддержала курс тбилисских властей на силовое подавление этнических меньшинств и обеспечение территориальной целостности, получившей независимость Грузии, военным путём. Грузинская церковь не только не осудила призывов властей к физическому уничтожению абхазов, но и активно поддержала проведение военной операции в Абхазии. Абхазская грузинская община в целом поддержала националистическую платформу первого президента Грузии Звиада Гамсахурдия. Лозунг «Грузия для грузин» был неприемлем для негрузинского полиэтничного населения Абхазии. В глазах абхазов подобный курс означал политику геноцида их собственного народа. Абхазия превратилась в зону острого межэтнического противостояния, следствием чего явилась грузино-абхазская война 1992—1993 годов. Поражение в ней грузинской армии и превращение Абхазии в непризнанное государство самым непосредственным образом сказалось на сложившейся здесь религиозной ситуации. Анкетирование абхазского народа в 1997 году зафиксировало значительно высокий уровень, чем во времена Советского Союза, религиозности многонационального населения и о сильном влиянии на них традиционной религии. Большинство опрошенных сообщили, что либо они, либо их родственники имеют в родном селе аныху — святилище. Последующие исследования показали, что у значительного количества людей, прошедших обряд крещения в православных церквях, декларируемая приверженность к христианству остаётся совершенно формальной. Даже в дни больших христианских праздников на церковные службы приходит совсем мало прихожан. Однако на молениях в абхазских святилищах нередко присутствуют многие сотни людей. Одной из главных причин такого формального упрочения позиций православия среди населения постсоветской Абхазии, является неопределённый статус современной Абхазской церкви. Она остаётся де-юре в каноническом ведении Грузинской церкви, которая и до войны была не слишком популярна у негрузинского населения. Среди её прихожан подавляющее большинство составляли этнические грузины. Русская православная церковь, несмотря на большое количество проживающих в Абхазии русских, продолжает рассматривать её как территорию, подведомственную Грузинской церкви. В результате изоляция местного населения от РПЦ и крайняя малочисленность оставшегося в стране православного духовенства стали главными препятствиями для возрождения православия в постсоветской Абхазии.

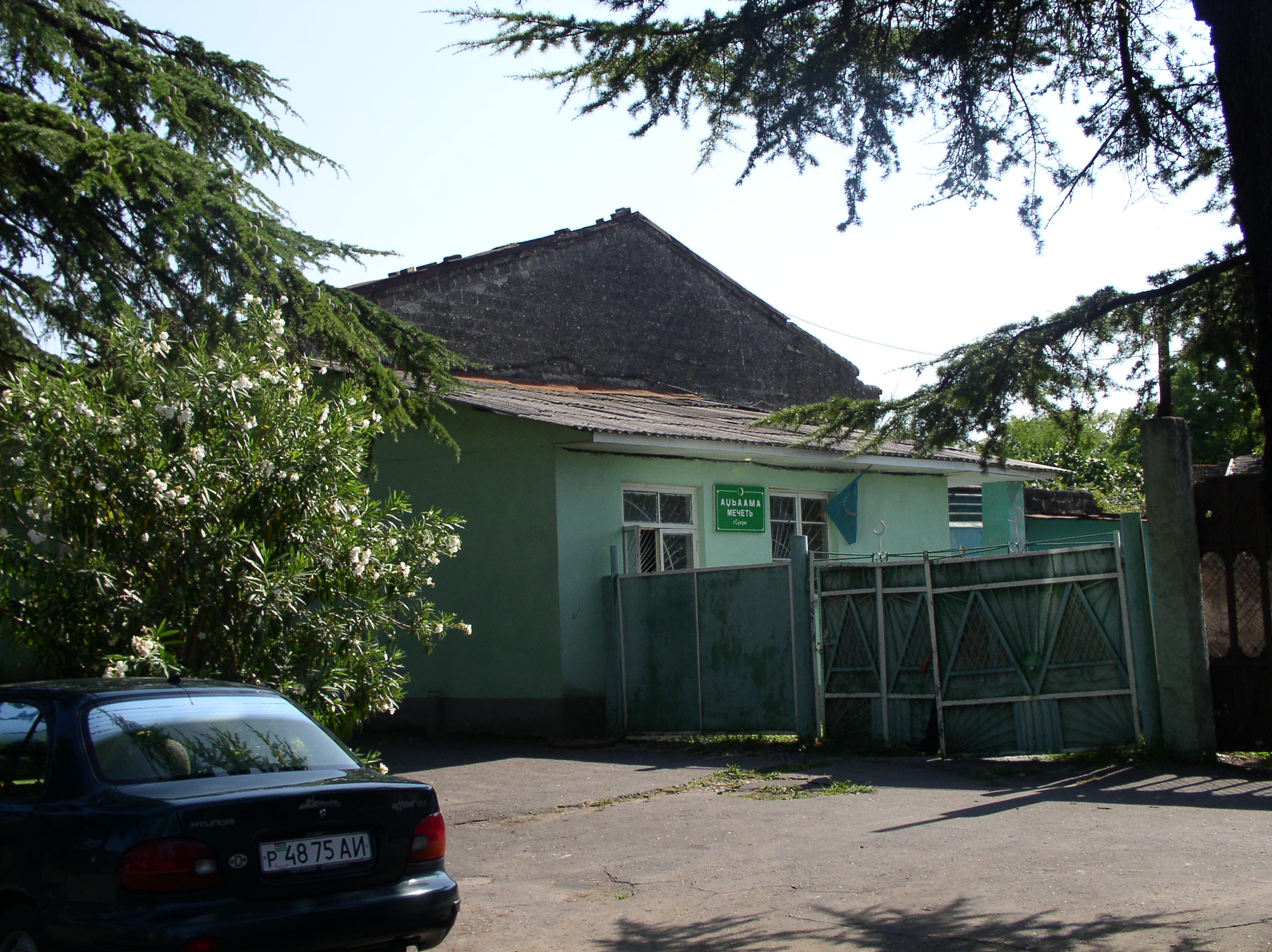
Мечеть в Сухуме

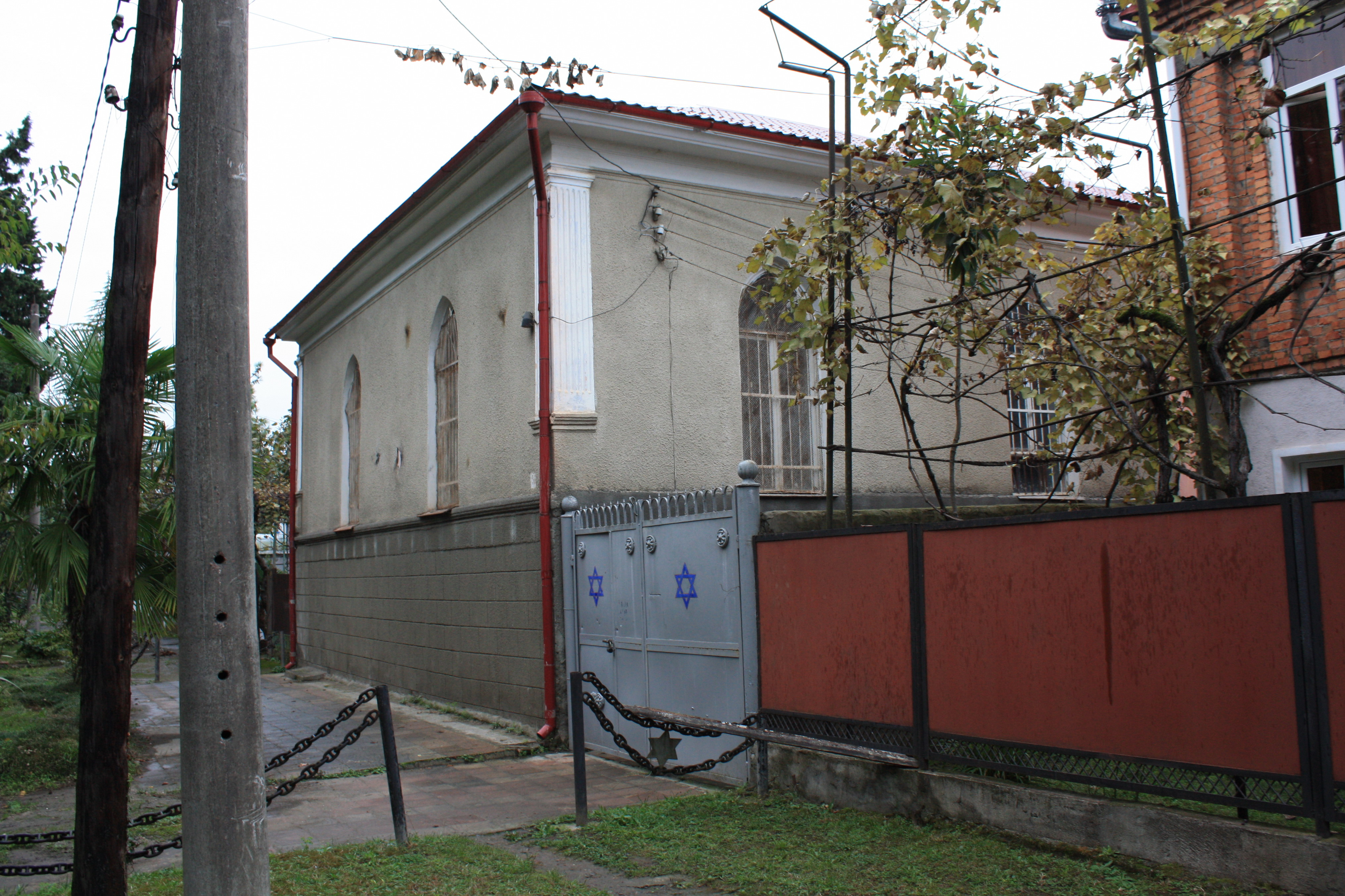
Синагога в Сухуме

Позиции ислама, игравшего весьма важную роль в политической жизни Абхазии в XVII—XVIII веках, были подорваны массовым отъездом наиболее исламизированной части абхазов в Турцию в XIX веке и нахождением Абхазии в составе Российской империи, а затем — СССР. Ныне мусульманские страны дистанцируются от непризнанной республики и не проявляют желания вновь способствовать распространению здесь ислама. В Абхазии нет мечетей; считающие себя мусульманами абхазы не почитают пророка Мухаммеда и в подавляющем большинстве не имеют ни малейшего представления о Коране и не проявляют никакой заинтересованности в его изучении. У абхазов-мусульман не существует ограничений в еде и питье: они употребляют спиртные напитки, свинину и прочие запретные для «истинных правоверных» блюда. Обряд обрезания воспринимается ими как нечто неестественное и постыдное. В современной Абхазии подлинными мусульманами являются лишь потомки абхазских махаджиров, возвратившихся на свою историческую родину из различных стран  Ближнего и Среднего Востока, которые составляют совсем незначительную часть местного населения.
До Октябрьской революции местная католическая община была многонациональной и довольно многочисленной. После окончания грузино-абхазской войны было получено официальное разрешение абхазского правительства на возобновление в стране деятельности католической церкви. В начале 2000-х община католиков Абхазии насчитывала около 150 человек.
Неопределённость политического статуса Абхазии благоприятствует возникновению и деятельности различных религиозных сект и течений: баптистов, адвентистов седьмого дня, свидетелей Иеговы, кришнаитов.
Результаты анкетирования конфессионального состава Абхазии, проведённые Институтом востоковедения РАН в 1997 и 2003 годах:

| 1997 год - 55 % — христиане; - 17 % — мусульмане; - 2 % — приверженцы традиционной религии; - 17,6 % — неверующие; - 7,4 % — затруднились ответить. | 2003 год - 60 % — христиане; - 16 % — мусульмане; - 8 % — приверженцы традиционной религии и язычники; - менее 1 % — свидетели Иеговы и иудеи; - 8 % — неверующие; - 6 % — затруднились ответить. |

Абхазский народ не только не утратил своей автохтонной религии, но по-прежнему отдаёт ей известное предпочтение и к богам традиционного пантеона обращается с жертвоприношениями, с уважением относится к аныхапааю. Принцип религиозного синкретизма отражён в государственной символике Республики Абхазия. На флаге  страны изображены: красный знак раскрытой ладони — символ традиционной веры, семь полос белого и зелёного цветов символизируют христианство и ислам. На гербе  используется аналогичный символический ряд — на бело-зелёном щите изображены традиционные священные солярные знаки и герой национального эпоса Нарт Сасрыкуа.
В августе 2012 года в Абхазии была создана религиозная организация традиционного вероисповедания абхазов — «Совет жрецов», в состав которого вошли жрецы семи абхазских святилищ.
| Драндская трёхапсидная крестово- купольная церковь. |  |  | Раннехристианский храм VI—VII вв., перестроенный в X в. и освящённый во имя Феодора Тирона. |  |  | Кромлех в селе Эшера — памятник мегалитической культуры. |  |  | Христианская базилика IV—VI вв., построена рядом с традиционным святилищем Лашкендар. |